# シンガポール法

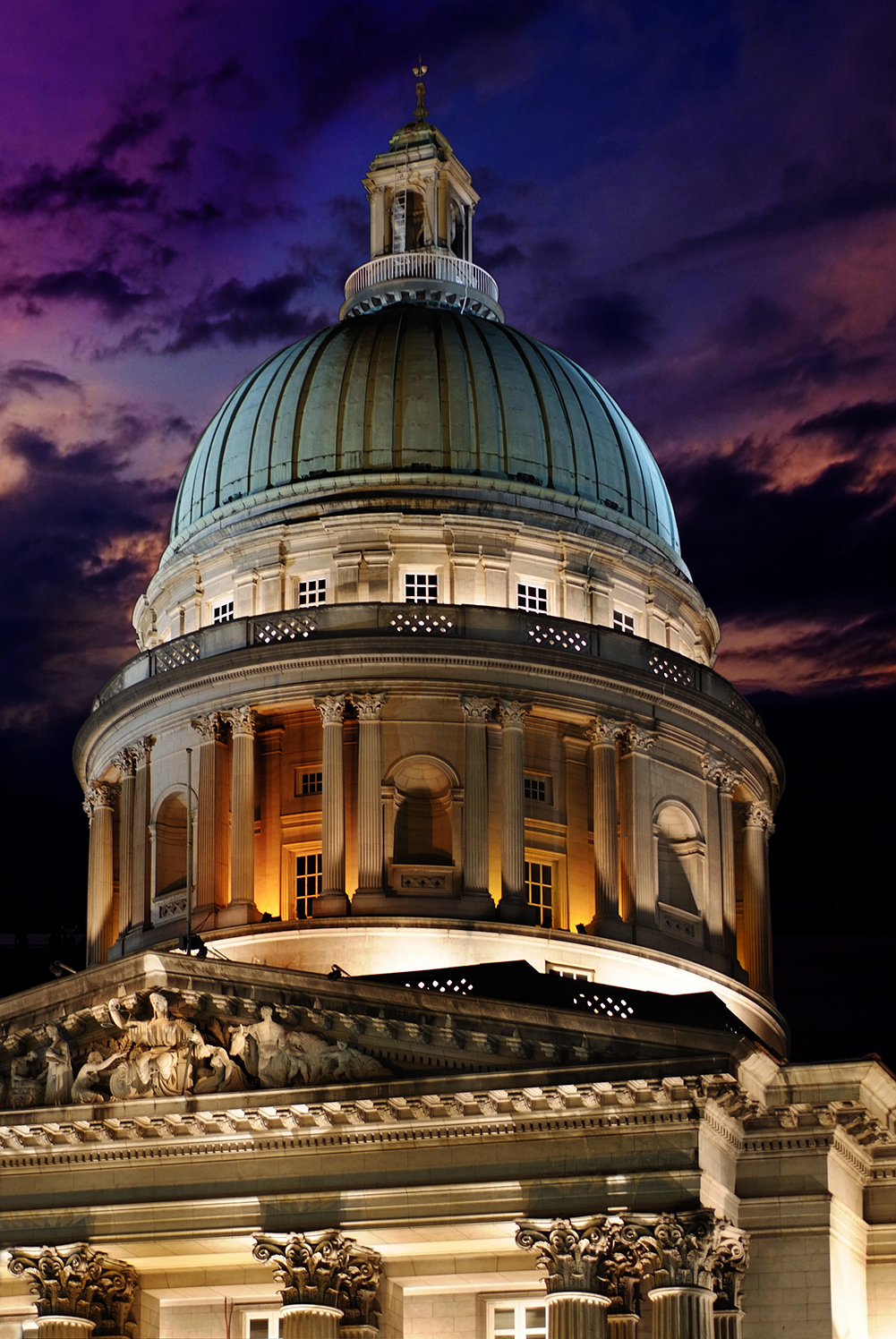
旧最高裁判所庁舎（2009年9月時点。1939年から2005年まで使用された。）

シンガポール法（シンガポールほう：Law of Singapore）は、イングランド法を基礎とする。主な法分野（特に、行政法（en:Administrative law in Singaporeを参照。）、契約法、衡平法および信託法、財産法ならびに不法行為法）は、その大部分は裁判官によって創造されてきたものであるが、今ではそのうちの一定の側面は制定法によってある程度修正されている。しかしながら、他の法分野（例えば、刑法（en:Criminal law of Singaporeを参照。）、会社法および家族法）は、性質上ほぼ完全に制定法によって定められている。
裁判官は、シンガポールの裁判例を参照するだけでなく、今なお、イングランドの判例法を参照することがある。それは、その問題が、伝統的なコモン・ローの法分野に関わる場合や、イングランドの立法を基礎とするシンガポールの制定法またはシンガポールに適用があるイングランドの制定法の解釈に関わる場合である。近時においては、さらに大きな傾向として、重要な英連邦諸法域（オーストラリアやカナダなど。）を考慮することもある。特に、これらの法域がイングランド法とは異なるアプローチを採用する場合にその傾向が見られる。
一部のシンガポールの制定法は、イングランドの立法ではなく他の法域の制定法を基礎としている。この場合、当該法域における当該基礎とされた制定法についての裁判所の判断がしばしば調査されることになる。こうして、インド法は時として、インドの制定法を基礎とする証拠法（Evidence Act）(Cap. 97, 1997 Rev. Ed.)や刑法典（Penal Code）(Cap. 224, 2008 Rev. Ed.)の解釈において考慮されるのである。
これに対して、シンガポール共和国憲法（Constitution of the Republic of Singapore） (1985 Rev. Ed., 1999 Reprint)の解釈については、裁判所は依然として外国の法律資料を考慮したがらない傾向にあり、これは、憲法の解釈については他の法域からの類推によってではなくまずは自分自身の中で行うべきとの考えによるものであり、また、諸外国における経済的、政治的その他の条件はシンガポールとは異なるものと考えられているためである。
イギリスの統治下でのシンガポールにおいて制定された国内治安法（Internal Security Act）(Cap. 143)（一定の状況においては裁判所の審理なしでの拘禁を授権するもの）や結社法（Societies Act）(Cap. 311)（団体の設立について規制するもの）などがある。）などの制定法は、今でも法令集に掲載されており、身体刑も死刑も依然として用いられている。

## 歴史

### 1826年まで

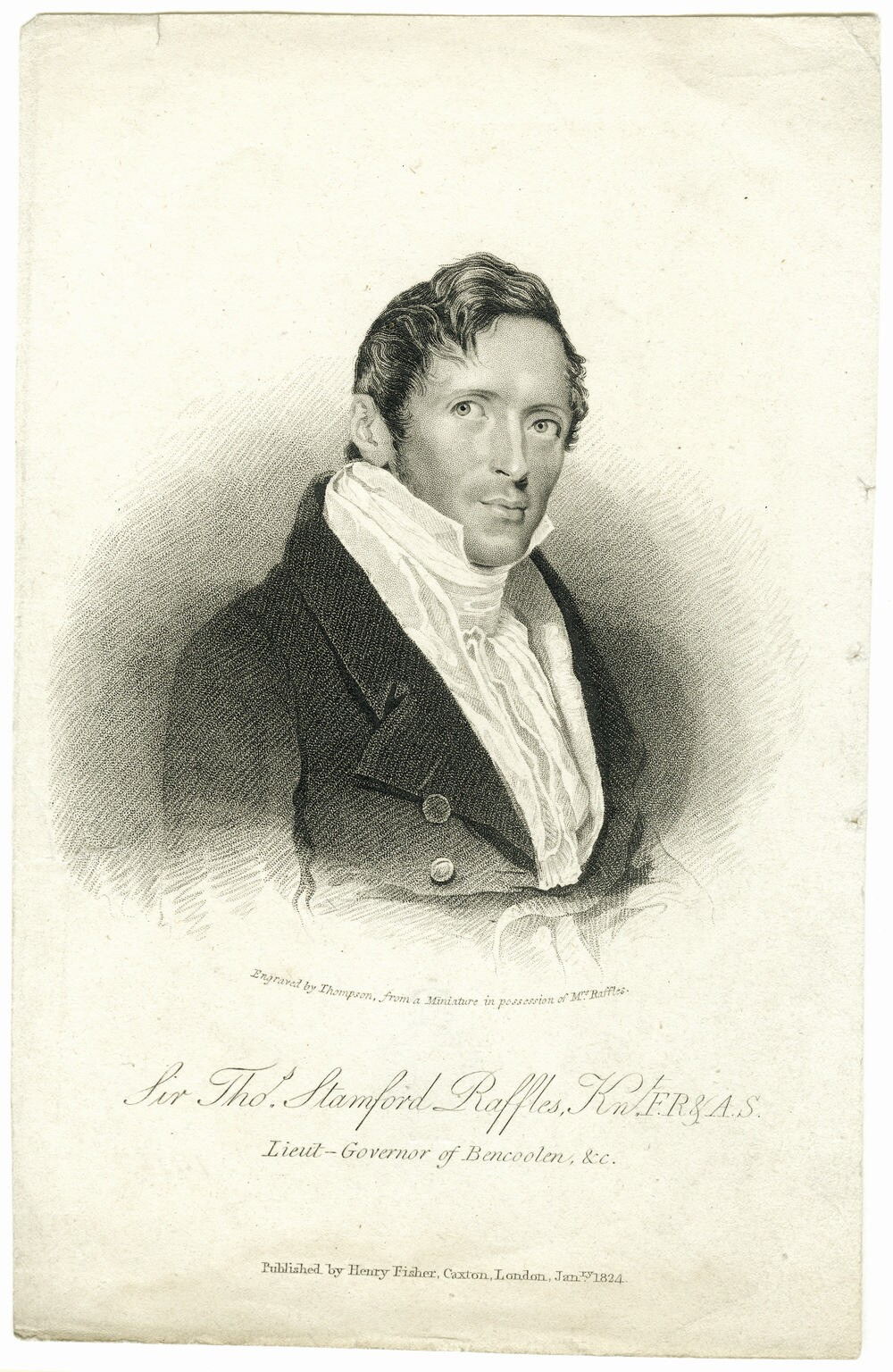
サー・トーマス・スタンフォード・ラッフルズ（1781年7月6日-1826年7月5日）

近代のシンガポールが創設されたのは1819年2月6日のことである。創設したのはイギリス東インド会社の役員にしてベンクーレン副知事のサー・スタンフォード・ラッフルズであり、東洋での交易に対するオランダ人の支配への対抗を企図したものであった。ジョホールのスルタンとジョホールのトゥムングンから東インド会社に対するシンガポールへの「工場」の設置の許可が得られたのが同日であったというものであり、シンガポールの完全な譲渡が行われたのは1824年のことである。イギリスによるシンガポールの取得前においては、シンガポールを所管するマレー人の首長はジョホールのトゥムングンであったとされている。ジョホール王国はマラッカ王国の後継国であり、いずれも自身の法典を有していた。また、アダット法（しばしば不適切にも「慣習法」と訳されることがある。）もまた、イギリスによる取得前はシンガポールの住民に適用されていたかもしれない。しかしながら、実際にどのような法が適用されていたのかは、全くといっていいほど不明である。イギリス人は、シンガポールの取得時においては同島においてはいかなる法も実施されていなかったものとみなしてきた。
1823年にラッフルズはシンガポールの管理のための「規則」（Regulations）を発布した。1823年1月20日規則3によって、「イギリス国旗の下に頼る全ての種類の人々」を管轄する治安判事職を置いた。治安判事は、「現地の状況が許す限り、イギリスの治安判事のやり方に従い、技術的事項や無用な方式を可能な限り排除し、最大限の判断力および良心ならびに実質的正義の原則に従って、平静さと裁量をもってその職の任務を執行する」ことができた。ラッフルズは、その規則を制定する法的権限の範囲を逸脱して行動していたため、その規則はおそらくほとんど違法であった。ラッフルズは、ベンクーレンの管轄下においてシンガポールに工場を設置する権限は有していたが、シンガポール全体をベンクーレンの支配下に置く権限は与えられていなかったのである。この点、ラッフルズによるシンガポールの取扱いは、まるで、スルタンとトゥムングンとの間の条約が工場の設置を許可しただけでシンガポール全体がイギリスに割譲されたかのようであった.。
同年、ラッフルズはジョン・クローファード（John Crawfurd）をシンガポール理事官（Resident）に選任した。クローファードはラッフルズにより設置された司法制度の合法性に疑問を抱き、賭博をした者に対する鞭打ちや彼らの財産の差押えを命じた治安判事らの手続を無効化した。クローファードは結果として治安判事職を廃止し、代わりに、理事官補佐（Assistant Resident）が監督し小規模の民事事件を取り扱う請願裁判所（Court of Requests）と、その他全ての事件を管轄し彼自身が統轄する理事官裁判所（Resident's Court）を置いた。クローファードは、適用すべき法について何らの権威のある指針を有していなかったため、「イングランド法の一般原則」に基づいて、可能な限り現地住民の「異なる階級の特徴と慣習」を考慮しつつ裁判を行った。不幸なことに、クローファードの裁判所もまた法的基礎を欠いたため、シンガポール所在のヨーロッパ人に対しては何らの法的権限をも有していなかった。イギリス臣民に関わる重大な事件はカルカッタの判断を仰がねばならなかった。そうでない場合には、彼がなし得たことは彼らをシンガポールから追放することだけであった。
ラッフルズとクローファードによって設置されたシンガポールの裁判所の法的地位には疑いがあったものの、事実上の状態として、1819年から1826年まではイングランド法の原則がシンガポールに適用されていたことになる。
1824年6月24日、1824年シンガポールの東インド会社への移転等法（Transfer of Singapore to East India Company, etc. Act 1824）により、シンガポールおよびマラッカは正式に東インド会社に移転された。1802年インドにおけるマールバラ砦法により、両地域は、同領域内の他の地域とともに、オランダからイギリスに割譲され、ベンガルのウィリアム砦（Fort William）の管区（en:Bengal Presidencyを参照。）に服することとなり、1800年インド統治法（Government of India Act 1800）に基づいて両地域はウィリアム砦の最高裁判所（Supreme Court）の管轄となった。
1825年インド給与・年金法（Indian Salaries and Pensions Act 1825）により、東インド会社は、シンガポールとマラッカをプリンス・オブ・ウェールズ島（現在のペナン）の管理下に置くことができることとなった。同社はこれを行い、海峡植民地を創設した。

### 1826年から1867年まで：「インド時代」

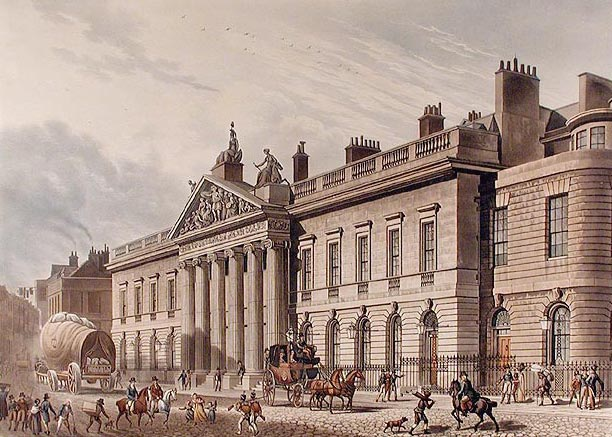
東インド館（ロンドン、リーデンホールにあった東インド会社の本店）。1817年ごろ。1869年に解体された。

制定法の6 Geo. IV c.85により、イギリス国王は、海峡植民地における司法運営について規定する特許状を発する権限を得た。東インド会社は国王に対し、かかる特許状を発して「プリンス・オブ・ウェールズ島、シンガポールおよびマラッカの植民地における、適正な司法運営ならびに居住者の人身、権利および財産ならびに公的収入の安全ならびに犯された死罪その他の犯罪の審理および処罰ならびに悪徳の抑圧のための裁判所および裁判官」を設置することを申請した。
申請は認められ、国王は第二司法憲章（Second Charter of Justice）を1826年11月27日に発した。第二司法憲章によってプリンス・オブ・ウェールズ島・シンガポール・マラッカ法院（Court of Judicature of Prince of Wales' Island, Singapore and Malacca）が設置され、これに「正義と権利に従って判決および有罪宣告を発し宣告する…完全な権能および権限」が授与された。この重要な規定は、後に、イングランド法を海峡植民地に導入したものであると、司法上解釈された。この規定に対する現在の理解は、1826年11月27日において効力を有する全てのイングランドの制定法ならびにイングランドのコモン・ローおよび衡平法が海峡植民地（シンガポールを含む。）に適用されることとなったが、ただし、現地の状況に不適合であり、かつ、不正または抑圧を生まないようにすべく変更することができないものは除く、というものである。
第二司法憲章の規定によれば、当該法院は海峡植民地知事（Governor）および開廷地たる植民地の駐在参事官（Resident Councillor）ならびにレコーダー（Recorder）と呼ばれるもう1人の裁判官によって統轄されるものとされた。最初のレコーダーであるサー・ジョン・トーマス・クラリッジ（Sir John Thomas Claridge）について問題が発生した。彼は、知事および駐在参事官らが一切の司法事務を行うことを拒否するとの不満を述べ、そこで自らもまた裁判所の一切の事務を行うことを拒否することによって応じた。彼はまた、「書記官、通訳などの、完全で効率的で立派な裁判所の制度」が欠けていることを嘆いた。クラリッジは、プリンス・オブ・ウェールズ島の根拠地からシンガポールおよびマラッカに出張するはずであったが、出張の費用と準備に関する争いのため、彼はこれを拒否した。こうして、1828年5月22日、ロバート・フラートン（Robert Fullerton）知事は、ケニス・マーチソン（Kenneth Murchison）駐在参事官とともにシンガポールで最初の巡回裁判（assizes）を彼ら自身で行わねばならなかった。クラリッジは結果的に1829年にイギリスに呼び戻された。

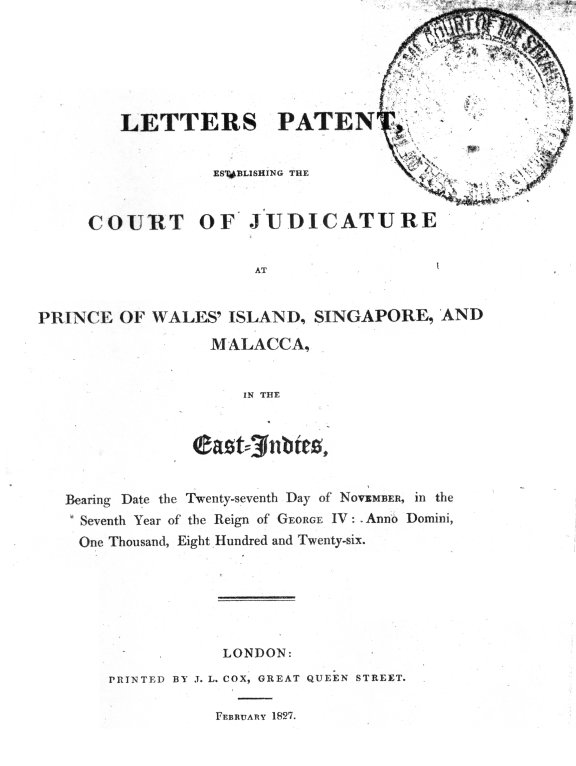
1826年11月27日の第二司法憲章の表題頁。1827年2月にロンドンにおいてJ.L.コックス（J.L. Cox）により公刊された版から。第二司法憲章の写しは元々は海峡植民地最高裁判所が所有していたもので、その写真複写は今でも最高裁判所図書館の蔵書に含まれている。

第二司法憲章は、プリンス・オブ・ウェールズ島の知事および参事官または（当然ながら）その他いかなる個人もしくは組織に対しても立法権を授与するものではない。制定法を制定する一般的権限はインド政庁（ Supreme Government of India）およびイギリス議会が有していた。1813年東インド会社法（East India Company Act 1813）（1813年勅許法（Charter Act 1813）とも。）により、プリンス・オブ・ウェールズ島それ自体に、その課する租税に関して極めて限定的な規則制定権限が与えられ、海峡植民地に適用される9つの規則が発せられた。。しかしながら、1830年6月20日に、東インド会社は、プリンス・オブ・ウェールズ島の地位を管区（Presidency）から理事官管区（Residency）に格下げした。こうしてプリンス・オブ・ウェールズ島は海峡植民地に対する立法権を失い、その権限はベンガル総督（Governor General of Bengal）に引き継がれた。ベンガル総督からは、海峡植民地に適用される4つの規則が発せられた。
海峡植民地の格下げにより、知事および駐在参事官の職も廃止された。そのため、フラートン知事は、彼も駐在参事官ももはや第二司法憲章に基づいて司法を担う権限を有しないものと判断した。フラートンは、1830年の年内に、イングランドに旅立つ前に裁判所を閉鎖し司法制度を解散した。そのため、法的な混沌が生じた。現地に裁判所がないことによる混乱と不便によって商業活動が崩壊することになると思われたため、商業界は騒乱に包まれた。シンガポールにおいては、マーチソン理事官代理（Deputy Resident）は裁判所を召集しなければならないように感じた。しかしながら、ジェームズ・ロック（James Loch）登録官代行（Acting Registrar）はその裁判所は違法であるとの見解であり、これはすぐに閉鎖された。1831年9月には、海峡植民地の商人らはイギリス議会に陳情を行った。それまでにすでに、東インド会社は、フラートンは過ちを犯したものと判断していた。東インド会社は、知事および駐在参事官の肩書きを復活させ、これらの者が第二司法憲章に基づいて引き続き司法を担うことができるようにした。1832年6月9日、プリンス・オブ・ウェールズ島において法院が再開され、裁判所が閉鎖中であった2年間に蓄積した数多くの未処理事件を処理した。
1833年、1833年インド統治法（Government of India Act 1833）（1833年勅許法（Charter Act 1833）とも）がイギリス議会によって可決され、東インド会社の版図におけるよりよい統治が企図された。単独での立法権が、評議会におけるインド総督（Governor General of India in Council）に移転され、こうして「インド諸法」（Indian Acts）の時代と呼ばれる海峡植民地史の一時代が始まったのである。
法院は、1855年8月12日の第三司法憲章（Third Charter of Justice）によって再編された。海峡植民地には2人のレコーダーが置かれ、1人はプリンス・オブ・ウェールズ島を、もう1人はシンガポールおよびマラッカを担当した。
1858年、東インド会社は廃止され、同社によって管理されていた地域は、選任されたばかりのインド大臣（Secretary of State for India）を通じて行為する国王に移転された。これは1858年インド統治法によるものである。法体系の構造には変更はなく、インド総督が引き続き海峡植民地のために立法を行った。
不幸なことに、この時代に総督によって制定された多くの制定法は海峡植民地とは無関係なものであり、いずれが適用があるものかを判断することは困難であった。この状況は、1889年制定法改訂布令（Statute Law Revision Ordinance 1889） (No. 8 of 1889) (Ind.)によって改められた。同条例により、この問題を調査する委員らが選任されるとともに、有効と認められるインド諸法の内容を記載した書物を公刊する権限が彼らに与えられたのである。そして、これに記載されていない制定法は直ちに適用されないこととなった。

### 1867年から1942年まで：王領植民地としての海峡植民地
1867年4月1日、1866年海峡植民地法（Straits Settlements Act 1866）により、海峡植民地はインドから分離され、別の王領植民地（Crown colony）となった。立法権のある別の立法評議会（Legislative Council）が、海峡植民地のために設置された。立法評議会によって制定された制定法を「条例」（ordinance）という。
1868年最高裁判所条例（Supreme Court Ordinance 1868）(S.S.)によって、海峡植民地法院（Court of Judicature of the Straits Settlements）は廃止され、その代わりに海峡植民地最高裁判所（Supreme Court of the Straits Settlements）が設置された。知事（Governor）および駐在参事官（Resident Councillor）らは、裁判官ではなくなった。
1873年、最高裁判所は、再構成され、首席判事（Chief Justice）およびペナン判事（Judge of Penang）ならびに上席・下級の陪席判事（Puisne Judge）によって構成されることとなった。最高裁判所には2つの部が置かれ、1つはシンガポールおよびマラッカに、もう1つはペナンに置かれた。シンガポールが海峡植民地における政治・経済の中心地となるにつれ、首席判事と上級陪席判事はシンガポールに駐在することが求められるようになり、これに対してペナン判事と下級陪席判事はペナンに駐在することとなった。最高裁判所はさらに民事事件について控訴院（Court of Appeal）としての管轄権も与えられた。イングランドにおける裁判所の構成の変更に伴い、1878年には裁判官の管轄と駐在はよりフレキシブルとなり、最高裁判所の地理的な分離は暗に廃止された。裁判所の階層構造も初めて定められ、海峡植民地最高裁判所（Supreme Court of the Straits Settlements）、請願裁判所（Court of Request）、二人治安判事裁判所（Court of Two Magistrates）、治安判事裁判所（Magistrates' Court）、検死官裁判所（Coroners' Court）および治安判事（Justice of the Peace）によって構成されることとされた。最高裁判所の判断に対する上訴は、まずは控訴院（Court of Appeal）に対してなされ、さらにその上で枢密院における女王（Her Majesty in Council）になされたが、後者への上訴を取り扱ったのは枢密院司法委員会（Judicial Committee of Her Britannic Majesty's Privy Council）であった。
1878年にはまた、後に民事法法（Civil Law Act）第5条として知られる規定が海峡植民地に導入された。この規定の内容は、一定の範疇の法または商事法一般に関連する疑問または問題が現地で生じた場合には、施行されるべき法は同時代におけるイングランドにおいて施行されている法と同一のものとするが、現地で効力を有する法により異なる規定が定められている場合にはこの限りでない、というものであった。この規定が必要と考えられたのは、海峡植民地最高裁判所が、当該植民地においては効力を有しない制定法の存在を前提とするイングランドの判例法に従う傾向にあったためである。また、コモン・ローは帝国全域にわたって共通であるべきであるとの一般的な心情もあった。しかしながら、第5条の表現ぶりは、イングランドのどの制定法が現地でも適用があるのかの判断にさらなる困難をもたらした。1979年にこの規定には大幅な変更が加えられたが、この問題が解決されたのは、これが最終的に廃止された1993年のことであった（後述）。
1885年裁判所条例改正（Courts Ordinance Amendment 1885）(S.S.)により、最高裁判所の構成は再び変更され、首席判事（Chief Justice）と3名の陪席判事（puisne judge）により構成されることとなった。1907年には、最高裁判所の管轄は、大幅は見直しがなされた。最高裁判所は2つの部に分けられた。民事部（Civil Division）と刑事部（Criminal Division）である。いずれも第一審と上訴審の双方を管轄した。さらに、地方裁判所（District Court）と警察裁判所（Police Court）が、治安判事裁判所（Magistrates' Court）に置き換わる形で設置された。 請願裁判所（Court of Requests）は、その管轄がその後数年間のうちに大幅に削減された後に、廃止された。裁判所制度の大きな変更のうち、第二次世界大戦前における最後のものは、1934年に刑事上訴裁判所（Court of Criminal Appeal）が基本的には最高裁判所の管轄の拡張として創設されたことと、1936年に最高裁判所が高等法院（High Court）と控訴院（Court of Appeal）によって構成されることが宣言されたことである。

### 1942年から1946年まで：日英軍政下のシンガポール

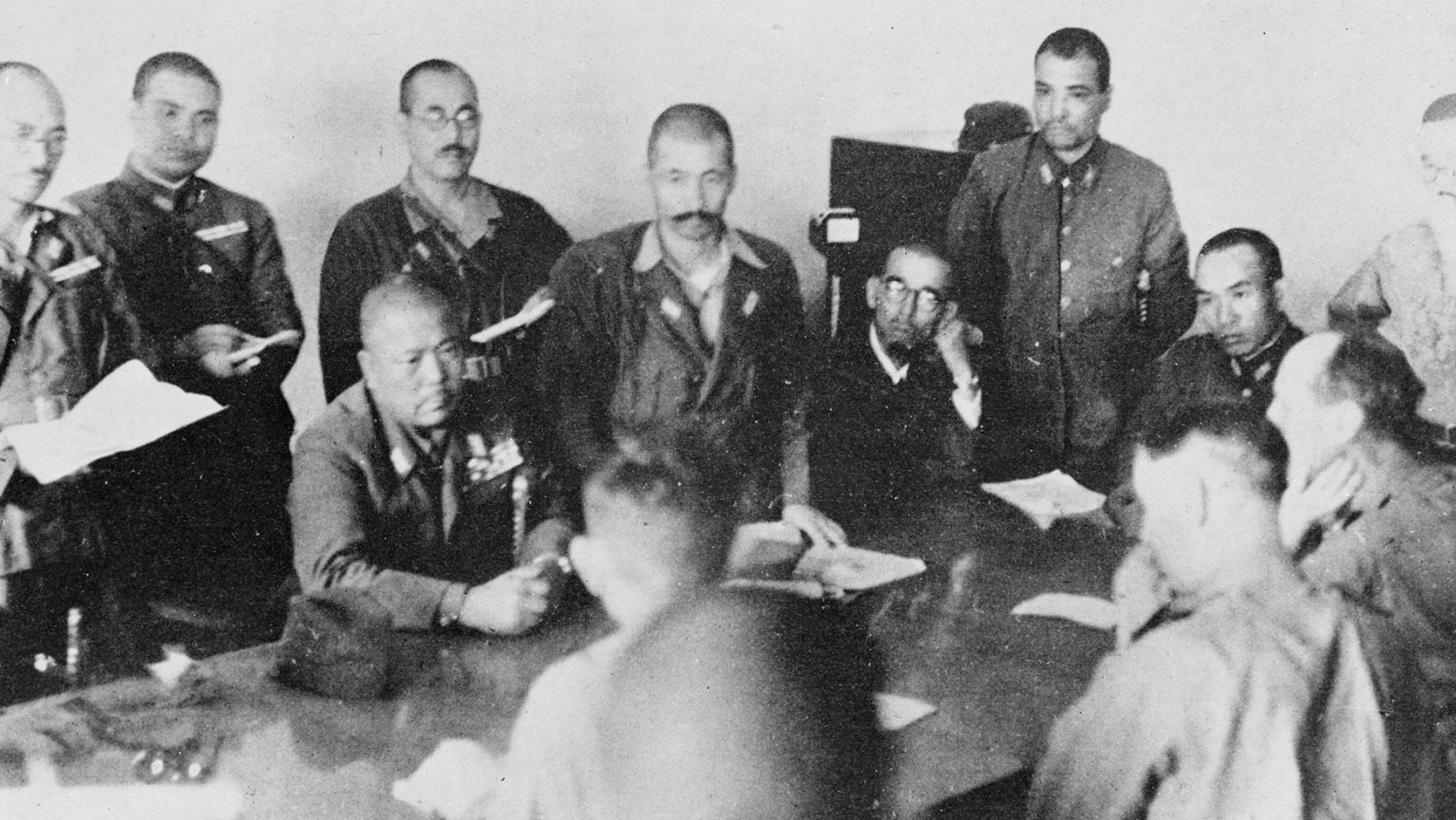
シンガポールの無条件降伏を求める大日本帝国陸軍第25軍 (日本軍)司令官山下奉文中将（中央左寄りに着席。）と、イギリス陸軍マラヤ司令官アーサー・パーシバル中将（右側でカメラに背）。

第二次世界大戦の最中、シンガポールは1942年2月15日に日本の軍政下となった。立法権の所在については大きな混乱が生じた。法令を制定する権限を有する政府または軍の機関が複数あったためである。権限の強いものの順に、南方軍総司令部、第25軍司令部、軍政総監部、マライ軍政監部および昭南特別市の市役所があった。数多くの法令や通達が、通常の指揮系統によらずに、これらの機関から昭南特別市を通じて発せられた。これらの法令はしばしば矛盾するものであり、階層において上級の機関のものが常に優先した。
日本軍によるシンガポール占領が開始した時点で、存在する全ての裁判所が機能を停止した。1942年4月7日に軍律等を適用するための軍事裁判所が設置され、同年5月27日の布告により通常の裁判所が再開された。当該布告は、従来のイギリス由来の法の全てが、軍政を阻害しない限度で適用されるものとした。最上級裁判所は昭南高等法院（Syonan Supreme Court）であり、これは5月29日に開設された。控訴院は設置されはしたものの一度も開廷されなかった。
日本占領下の裁判所により言い渡された判決の位置づけについては、若干の争いがある。占領終了後の裁判所の中には、日本の裁判所による法適用の判断は有効であるとするものがある。他方で、日本の当局は海峡植民地法に従って裁判所を設置しなかったため、法は引き続き適用されるとはいえ、それを執行する適切な裁判所が存在していなかったとするものもある。
日本は1945年9月12日に降伏した。布告第1号（1945年）（Proclamation No. 1 (1945)）により、連合軍の東南アジア最高司令官（Supreme Allied Commander of South East Asia）がイギリス軍政部（マラヤ）（British Military Administration (Malaya)）を設置し、これが、その司令部隷下の部隊の支配下にあるマラヤ全域にわたる完全な司法、立法、執行および行政の権限および責任ならびに人および財産に対する包括的な管轄権を引き継いだ。当該布告はさらに、全ての日本軍占領直前に存在した法と慣習の全てが尊重されることになるが、首席民事官（Chief Civil Affairs Officer）が軍政期間においては行政上実用的と考える現行法は例外とされた。そうでない限り、日本軍政当局の権限によるいかなる布告も立法も効力を失うものとした。
布告第23号（1945年）により、シンガポール部担当副首席民事官（Deputy Chief Civil Affairs Officer for the Singapore Division）は日本軍政当局により設置された裁判所による有罪判決は全て破棄され、いかなる人または犯罪についてのものであれ有罪を宣告しまたはそれを意図するあらゆる判決は退けられるものとした。民事手続について、1946年日本判決・民事手続布令（Japanese Judgments and Civil Proceedings Ordinance 1946）(No. 3 of 1946)により、占領終了後の裁判所が日本の裁判所の判決を見直した上でそれを確認し、変更し、または覆すことが許容された。

### 1946年から1963年まで：海峡植民地の終わり：植民地・自治州としてのシンガポール
イギリスの軍政を終了させたのは1946年3月18日付けの布告第77号（1946年）（Proclamation No. 77 (1946)）であり、これは同年4月1日に施行された。海峡植民地は1946年海峡植民地（廃止）法（Straits Settlements (Repeal) Act 1946）によって解散された。1946年シンガポール植民地枢密院勅令（Singapore Colony Order in Council 1946）。シンガポールは1887年イギリス植民地法に基づく新たな植民地として構成された。シンガポール立法評議会（Singapore Legislative Council）が創設され、当該植民地の平和、秩序およびよき統治のために立法を行う権限が与えられた。海峡植民地の高等法院（High Court）および控訴院（Court of Appeal）は、シンガポール植民地（Colony of Singapore）の高等法院および控訴院となった。
1958年に、シンガポールは内部自治を認められ、シンガポール自治州（State of Singapore）となった。この変化は、1958年シンガポール（憲法）枢密院勅令（Singapore (Constitution) Order in Council 1958）によるもので、これは1958年シンガポール自治州法（State of Singapore Act 1958）の委任によるものであった。立法評議会（Legislative Council）は立法議会（Legislative Assembly）に改組され、主として被選挙議員によって構成されることとなった。
この時代には、裁判所の基本的な構成は、依然として戦前の植民地時代とほとんど同じままであった。唯一のわずかな変化として、1955年に警察裁判所（Police Court）が再び治安判事裁判所（Magistrates' Court）とされた。

### 1963年から1965年まで：大英帝国からの独立とマレーシアとの統合
シンガポールは、1963年9月16日にマレーシア連邦に参加し、大英帝国の植民地ではなくなった。この法的な取決めは、1963年マレーシア法（Malaysia Act 1963）（イギリス）、1963年サバ・サラワク・シンガポール（州憲法）枢密院勅令（Sabah, Sarawak and Singapore (State Constitutions) Order in Council 1963）（イギリス） および1963年マレーシア法（Malaysia Act 1963）（マレーシア）の制定によるものであった。

1963年の枢密院勅令は、シンガポールにおいて効力を有する全ての法は引き続き適用されるが、新たな憲法およびマレーシア法との調和を図るために必要となり得る変更、適合および留保に服するものとした。シンガポールはより大きな連邦国家の州となったことから、シンガポール立法議会（Singapore Legislative Assembly）はシンガポール立法府（Legislature of Singapore）に改組され、その立法権はマレーシア連邦憲法に規定される一定事項に限定された。同憲法第75条は、次のように規定する。
"If any state law is inconsistent with a federal law, the federal law shall prevail and the state law shall, to the extent of the inconsistency, be void."
（州法が連邦法と矛盾する場合には、当該連邦法が優先するものとし、当該州法は、当該矛盾の限度において、無効とする。）
この時代においては、相当程度の数のマレーシア法（マレー連合州の立法や、マラヤ連合およびマラヤ連邦の布令をふくむ。）がシンガポールにも拡大された。これらの制定法のいくつかは、引き続き（しばしば変更された形で）今日のシンガポールにおいても適用される。
1963年マレーシア法の下で、マレーシアの司法権は連邦裁判所（Federal Court）、マラヤ高等法院（High Court in Malaya）、ボルネオ高等法院（High Court in Borneo）およびシンガポール高等法院（High Court in Singapore）が有していた。この新しい構成が正式に施行されたのは1964年3月16日で、1964年司法裁判所法（Courts of Judicature Act 1964）（マレーシア）によるものであったが、これによりシンガーポール植民地最高裁判所はシンガポール高等法院に置き換えられた。シンガポール高等法院の管轄地域はシンガポール州全域に限定された。

### 1965年から現在まで：完全な独立国家としてのシンガポール

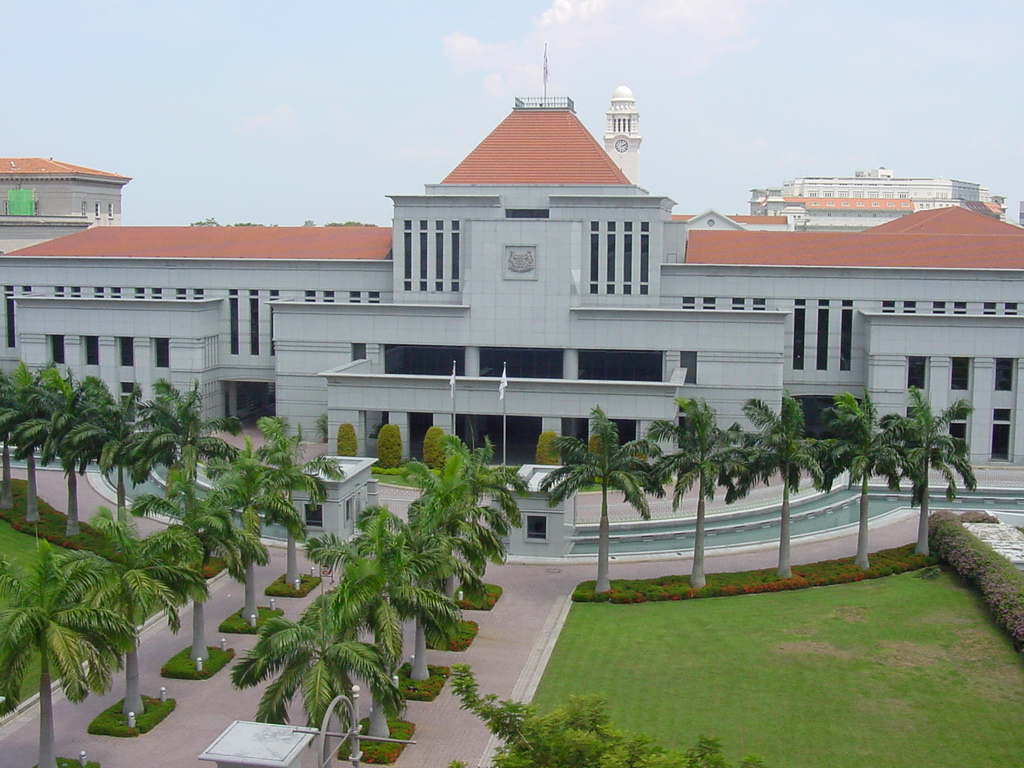
シンガポール国会議事堂

マレーシアとの統合は継続しなかった。2年も経たないういに、1965年8月9日、シンガポールは連邦から追放され、完全に独立した共和国となった。これは、1965年8月7日のシンガポール独立協定へのシンガポールおよびマレーシアの署名によるものであり、この協定の帰結としての変更を実施したのは、マレーシアの2つの制定法（1965年マレーシア憲法（シンガポール改正）法（Constitution and Malaysia (Singapore Amendment) Act 1965）および1966年憲法（改正）法 （Constitution (Amendment) Act 1966））とシンガポールの2つの制定法（1965年憲法（改正）法（Constitution (Amendment) Act 1965）と1965年シンガポール共和国独立法（Republic of Singapore Independence Act 1965））であった。1965年シンガポール共和国独立法第5条は、マレーシア国王（Yang di-Pertuan Agong）の立法権はシンガポールについては失われ、その代わりに国家元首（すなわちシンガポールの大統領）とシンガポールの立法府が有するものとした。再び、全ての法は引き続き効力を有するが、マレーシアからの分離によるシンガポールの独立した地位との調和を図るために必要となり得る変更、適合、留保および例外に服するものとされた。今日では、シンガポール国会（Parliament of Singapore）は、シンガポールにおいて立法を行う全権を有する国家機関である。
独立時点においては、シンガポール国会は司法制度には変更を加えなかった。そのため、その後の変則的な4年間においては、シンガポール高等法院は依然としてマレーシアの裁判所制度の一部であった。この点が修正されたのは1969年で、憲法が改正されて、シンガポールに関してマレーシア連邦裁判所に置き換わるものとしてシンガポール最高裁判所（Supreme Court of Singapore）が設立された時であった。なお、この後もロンドンの枢密院司法委員会（en:Judicial Committee of the Privy Council）は引き続きシンガポールの最上級裁判所である。最高裁判所は2つの部から構成される。上級部は控訴院（Court of Appeal）と刑事控訴院（Court of Criminal Appeal）から構成されており、それぞれが民事事件と刑事事件を取り扱う。下級部はシンガポール高等法院（High Court of Singapore）である。

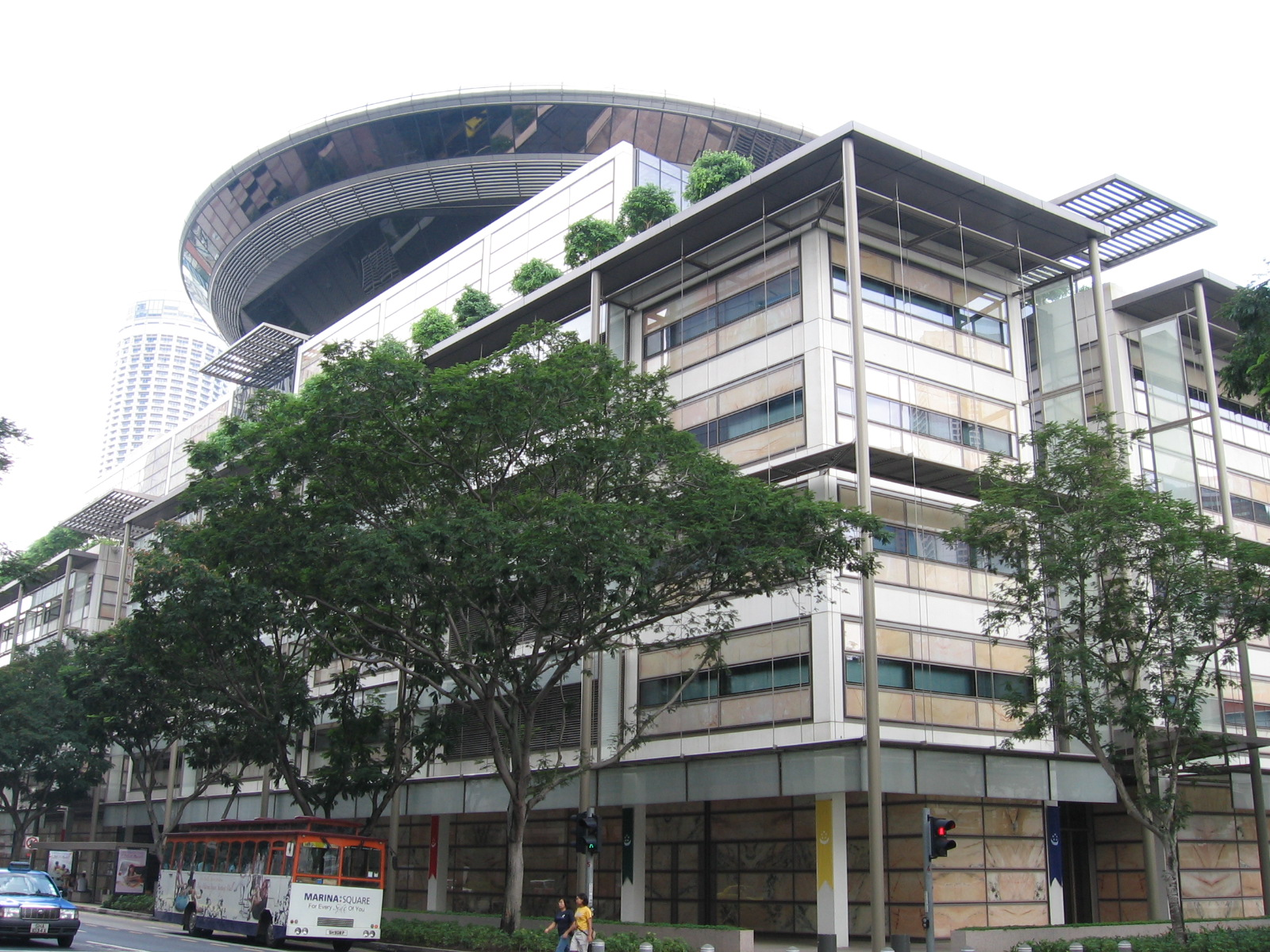
最高裁判所庁舎（Foster & Partners設計。2005年6月20日業務開始（2006年8月時点）。

1970年には下級裁判所が再編された。それ以来、シンガポール下級裁判所（Subordinate Courts of Singapore）は、地方裁判所（District Court）、治安判事裁判所（Magistrates' Court）、少年裁判所（Juvenile Court）および検死官裁判所（Coroners' Court）によって構成されている。
枢密院への上訴を制限する手段が最初に執られたのは1989年であった。この年、法改正により、枢密院への上訴は、民事事件については、控訴院による取調べの前に全当事者がかかる上訴に合意している場合に限定された。刑事事件については、枢密院への上訴は、死刑に関わる場合であって、かつ、刑事控訴院の裁判官が判決内容につき全員一致でない場合に限られた。これらの変更がなされたのは、枢密院が、シンガポールの著名な野党議員であるジョシュア・ベンジャミン・ジェヤレットナム（Joshua Benjamin Jeyaretnam）の同国における弁護士（advocates and solicitors of the Supreme Court of Singapore）資格を回復した直後であった。彼は、法定申告書（statutory declaration）において虚偽の申告をしたとして有罪判決を受けたために資格を取り消されていたのである。枢密院は、この有罪判決を「嘆かわしい不正」（a grievous injustice）と評した。1993年には、従前の控訴院と刑事控訴院の分離した構造は排除され、代わって統合された控訴院が民事および刑事の上訴を取り扱うこととなった。控訴院のために選任された控訴判事は、もあはや高等法院の業務を行う必要はなくなった。首席判事（Chief Justice）は控訴院の長とされた。恒久的な控訴院の設立により、1994年4月8日からの枢密院への上訴の全廃への道が固められた。その後、控訴院は、1994年7月11日付け実務声明（Practice Statement）を発し、控訴院は同裁判所自身のかつての判断および枢密院のそれを通常は拘束力あるものと取り扱うが、かかる判断に従うことが「特定の事件において不正を生じることとなり、またはシンガポールの状況に調和した法の発展を抑制することとなる」とみられる場合には、同裁判所は自身がかかる判断から離れることは自由であると考えることとなる旨を述べた。さらに加えて、この権能は、契約上、財産上およびその他の法的権利を遡及的に妨げる危険を念頭に置きつつ、控えめに行使されることとなる旨を述べた。今日ではシンガポール控訴院は同国における最上級裁判所である。
シンガポールの法体系の独立した地位は、1993年イングランド法適用法（Application of English Law Act 1993）により1993年11月12日に民事法法（Civil Law Act）第5条（前述）が削除されたことによって強調された。1993年イングランド法適用法の狙いは、イングランド法のシンガポールにおける適用の範囲を明らかにすることであった。同法は、イングランドのコモン・ロー（衡平法の原則および準則を含む。）は、同法の施行直前のシンガポール法の一部である限りにおいて、また、シンガポールおよびその居住民の状況に適用がある限りにおいて、引き続きシンガポール法の一部であるが、これらの状況が求め得る変更に服することとなる旨を規定する。イングランドの制定法については、同法別紙に列記されているもののみが、シンガポールにおいて適用され、または引き続き適用される。それ以外のイングランドの立法は、シンガポール法の一部とはならない。

## 法源

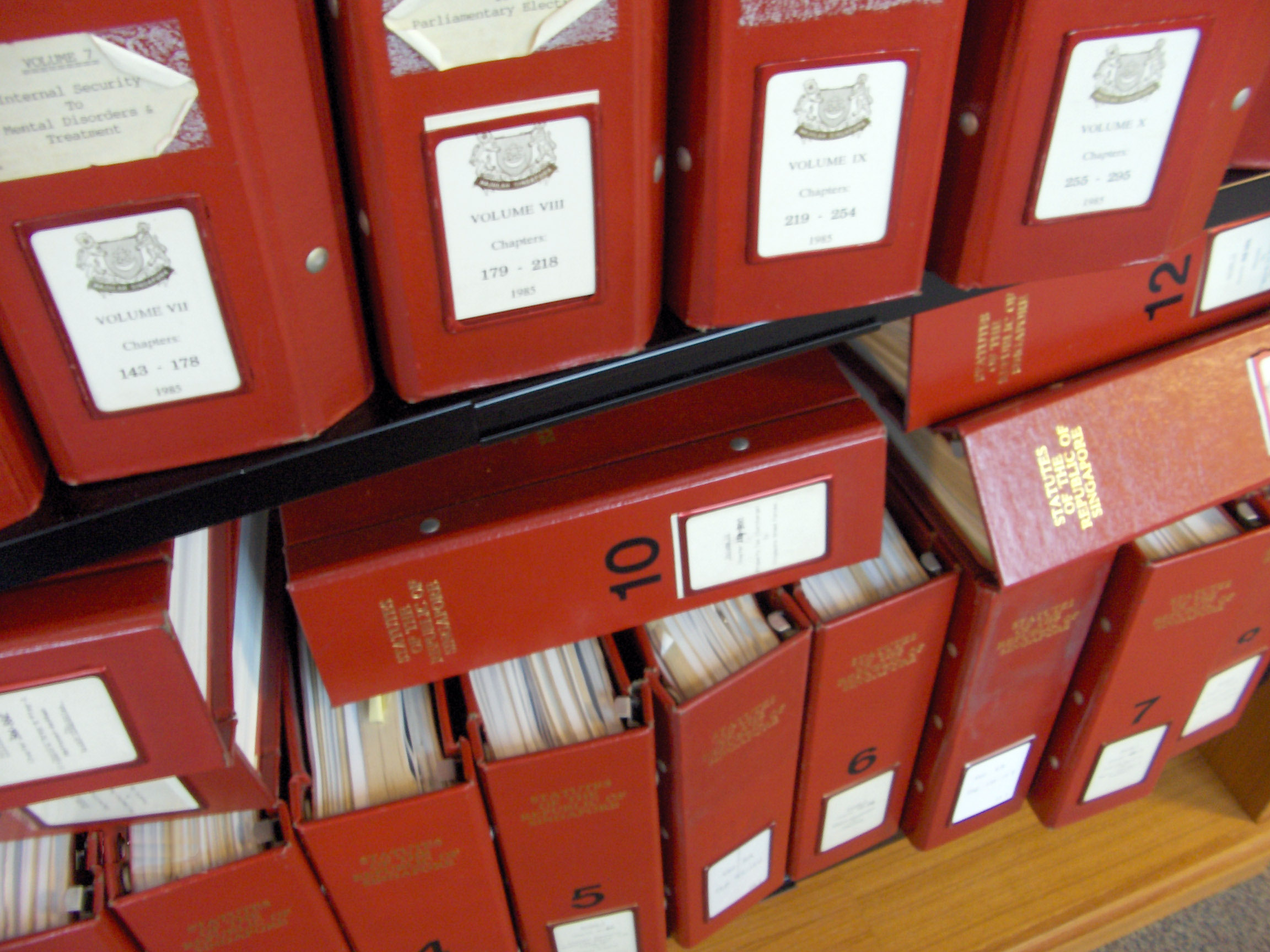
「シンガポール共和国制定法集」（The Statutes of the Republic of Singapore）：シンガポール国会の定める制定法の全てとイングランドの制定法のうち現在シンガポールにおいて効力を有するものから成る叢書。

一般に、シンガポールには3種の法源があるとされている。制定法、判例（判例法）および慣習である。

### 制定法
成文法は、制定法と従属立法に分けられる。制定法は、シンガポール国会によって制定される成文法のほか、イギリス議会、評議会におけるインド総督および海峡植民地立法評議会といった過去においてシンガポールのための立法権を有した機関によって制定されたものも含まれる。これらの機関によって制定された制定法は、廃止されていない限り、今もなお効力を有し得る。特に重要な制定法はシンガポール共和国憲法（Constitution of the Republic of Singapore）である。これはシンガポールの最高法規であり、憲法施行後に立法府によって制定された制定法であって憲法と矛盾するものは、当該矛盾の限度において無効となるのである。シンガポール国会の制定法は、イングランド法適用法によりシンガポールにおいて効力を有するイングランドの制定法前述)と同様に、「シンガポール共和国制定法集」（The Statutes of the Republic of Singapore）と呼ばれる赤いバインダに綴じられた加除式の叢書として公刊されるとともに、法務総裁室（Attorney-General's Chambers）の提供する無料サービスであるオンライン版もSingapore Statutes Onlineからアクセスすることができる。
従属立法は、「委任立法」または「従位立法」とも呼ばれる成文法であるが、その制定は、大臣その他の行政に関する機関（外局（Department）や法定機関（Statutory Boards））によって制定法（しばしば「親法」（parent Act）と呼ばれる。）の授権またはその他の適法な授権に基づいて行われるものであり、直接に国会によって制定されるものではない。シンガポールにおいて現在効力を有する従属立法は「シンガポール共和国従属立法」（Subsidiary Legislation of the Republic of Singapore）と呼ばれる黒いバインダに綴じられた加除式の叢書として公刊される。官報（Gazette）により公刊される新たな従属立法は、5日間に限り、電子官報（Electronic Gazette）ウェブサイトにおいてオンラインで無料で閲覧することができる。

### 判例

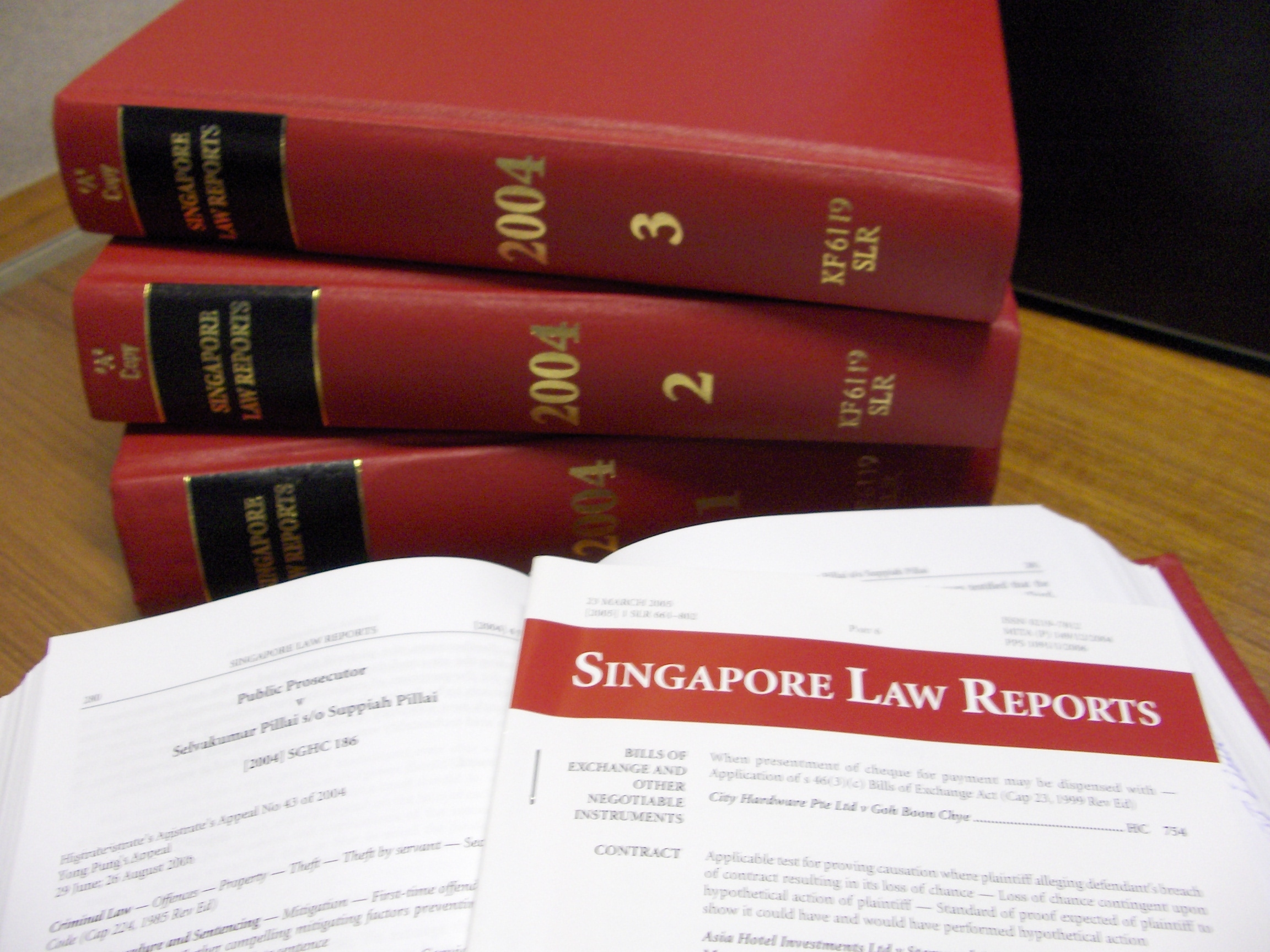
「シンガポール・ロー・レポート」（Singapore Law Reports）：最初に刊行されたのは1992年でシンガポール法曹協会（Singapore Academy of Law）による。シンガポールの高等法院（High Court）、控訴院（Court of Appeal）および憲法審判所（Constitutional Tribunal）により言い渡された重要な判決の報告を内容とする。

シンガポールは英米法の法域であることから、裁判所により言い渡された判決は法源とされる。判決は、制定法または従属立法を解釈するものであることもあれば、立法府ではなく従前の裁判官によって創られてきたコモン・ローまたは衡平法の原則の発展であることもある。シンガポール法の大部分、特に、契約法、衡平法および信託法、財産法および不法行為法は、その多くが裁判官によって創造されてきたものであるが、今ではそのうちの一定の側面は制定法によってある程度修正されている。1992年以降、シンガポールの高等法院、控訴院および憲法審判所（Constitutional Tribunal）の判決は、「シンガポール・ロー・レポート」（Singapore Law Reports：SLR）において見ることができる。これは、シンガポール法曹協会（Singapore Academy of Law）により、シンガポール最高裁判所（Supreme Court of Singapore）から排他的な免許を得て公刊されるものである。同協会は1965年の完全独立以降の判例についてもSLRの特別巻として再公刊してきており、現在も重判を続けている。SLRにおいて公刊された判例は、最高裁判所および下級裁判所の未公刊判例とともに、同協会の運営するオンライン無料サービスであるLawNetにおいて閲覧することができる。シンガポール以外では、マレーシアとブルネイの判例についてはJustisという無料サービスで閲覧できる。

### 慣習
慣習とは、確立された慣行ないし一連の行動であって、当該慣行に関わる人々により法として認められているものをいう。慣習は、判例によって認識されない限り、法としての効力を有しない。「法的」慣習または「取引」慣習は、確定的であり、かつ、不合理または違法でない限り、法として認識されることはない。シンガポールにおいては、司法上認識された慣習は多くはないため、慣習はマイナーな法源である。

## 刑法

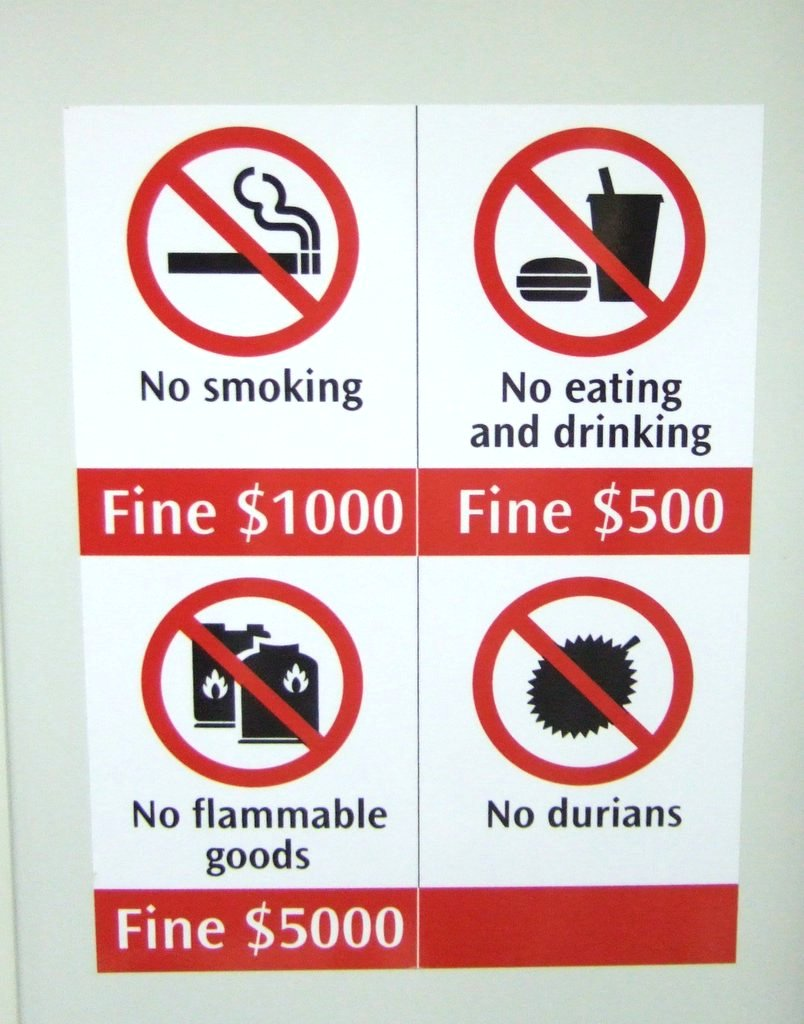
喫煙からドリアンの所持に至るまで、幅広い行動がシンガポールのマス・ラピッド・トランジットにおいては禁止されている。

シンガポールの刑法は、その性質上、ほぼ制定法によって定められている。刑法の一般原則と通常の犯罪（殺人、窃盗、詐欺など）の成立要素および刑罰は、刑法典（Penal Code）に定められている。
他の制定法にも重要な犯罪が規定されている。例えば、武器犯罪法（Arms Offences Act）、誘拐法（Kidnapping Act）、薬物濫用法（Misuse of Drugs Act）およびヴァンダリズム法（Vandalism Act）がある。
さらに、シンガポールの社会は高度に規制されており、その手段として、他国では無害だと思われるような行為が数多く犯罪化されている。例えば、トイレの使用後に洗い流さないこと、ゴミのポイ捨て、歩行者による道路の無断横断、一定の目的でのポルノの所持、チューインガムの販売（en:chewing gum ban in Singapore参照。）および男性間の性行為（口淫や肛門性交）がある。それでもなお、シンガポールは世界で最も犯罪の少ない国の1つであり、暴力犯罪の発生率も低い。
シンガポールでは、身体刑（鞭打ち）も死刑（絞首刑）も、重大な犯罪に対する刑罰として存置されている。いくつかの犯罪については（最も有名なのが一定量を超える薬物取引であるが）、これらの刑罰が必ず科されるものとされている。